# 海南锯腿树蛙
海南锯腿树蛙（学名：Kurixalus hainanus）也称海南原指树蛙、海南水树蛙，一种分布于越南及中国南方等地区的两栖动物，隶属于树蛙科原指树蛙属。模式产地为中国海南岛陵水县吊罗山。

## 分类地位
本种发表是归属于树蛙属（Rhacophorus）。2008年，研究人员基于构建的树蛙科系统发育关系，建议将其移入原指树蛙属。2010年研究人员基于12S、16S基因构建的锯腿原指树蛙种组（Kurixalus odontotarsus group）系统发育关系研究中，将本种作为泰北原指树蛙（Kurixalus bisacculus）的同物异名。
2017年，研究人员基于分子和形态学证据重新恢复了该种的有效地位，但其与泰北原指树蛙及腹斑原指树蛙（Kurixalus baliogaster）的系统发育关系尚不清楚。

## 形态特征
海南锯腿树蛙体型较小且略扁，雄蛙体长30.1～39.06毫米，雌蛙体长40.6～47.84毫米。雌蛙背面皮肤较平滑，散有若干圆疣；雄蛙背面皮肤密布显著而不规则的短棱嵴和粗疣。 雄蛙背面底色为暗绿色，杂有少量黑斑、暗褐色斑或红点，四肢有黑褐色横斑，股前腹面呈红色。雌蛙背面呈大片灰绿色与黄褐色像迷彩服样斑驳，其上有黑褐色的典型斑纹。